# Western Wall: The Tucson Sessions
Western Wall: The Tucson Sessions es un álbum de estudio de las cantantes estadounidenses Emmylou Harris y Linda Ronstadt, publicado por la compañía discográfica Asylum Records en agosto de 1999. Grabado en The Arizona Inn, cerca de Tucson (Arizona), obtuvo buenas reseñas de la prensa musical y entró en varias listas anuales de los mejores discos. Alcanzó la sexta posición en la lista country de Billboard así como el puesto 73 en la lista general Billboard 200. Fue seguido de una gira de promoción a finales de año y estuvo nominado a varios Grammy. 

## Lista de canciones
1. "Loving the Highway Man" (Andy Prieboy) 3:30
2. "Raise the Dead" (Emmylou Harris) 3:18
3. "For a Dancer" (Jackson Browne) 4:43
4. "Western Wall" (Rosanne Cash) 4:43
5. "1917" (David Olney) 5:24
6. "He Was Mine" (Paul Kennerley) 3:19
7. "Sweet Spot" (Emmylou Harris/Jill Cunniff) 3:34
8. "Sisters of Mercy" (Leonard Cohen) 3:58
9. "Falling Down" (Patty Griffin) 3:15
10. "Valerie" (Patti Scialfa) 4:04
11. "This Is to Mother You" (Sinéad O'Connor) 3:16
12. "All I Left Behind" (Emmylou Harris/Kate McGarrigle/Anna McGarrigle) 3:23
13. "Across the Border" (Bruce Springsteen) 6:20

## Personal
- Linda Ronstadt – voz y coros.
- Emmylou Harris – voz, guitarra acústica, guitarra eléctrica y coros.
- Neil Young – armónica y coros.
- Andy Fairweather Low – bajo, guitarra eléctrica y coros.
- Ethan Johns – dulcimer, sintetizador, guitarra acústica, bajo, percusión, batería, guitarra eléctrica, guitarra slide, guitarra española, mandocello.
- Paul "Wix" Wickens – acordeón.
- Paul Kennerley – guitarra acústica y coros.
- Bernie Leadon – guitarra acústica, mandolina, bajo, guitarra eléctrica, sintetizador, guitarra de doce cuerdas.
- Greg Leisz – guitarra acústica, mandolina, pedal steel guitar, bajo, guitarra eléctrica, coros, mandola, mandocello.
- Anna McGarrigle – coros.
- Helen Watson – coros.
- Kate McGarrigle – coros.
- Michel Pepin – platillos.
- Samantha Rowe – chelo.

## Posición en listas
| País           | Lista          | Posición |
| -------------- | -------------- | -------- |
| Estados Unidos | Country Albums | 6        |
| Estados Unidos | Billboard 200  | 73       |